# Kaplica św. Anny w Proszówce
Kaplica św. Anny w Proszówce (św. Leopolda) – kaplica wybudowana w Proszówce – wsi w południowo-zachodniej Polsce, w województwie dolnośląskim, w powiecie lwóweckim, w gminie Gryfów Śląski. Zwana również kaplicą św. Leopolda. Położona około 500 m na wschód od centrum wsi.

## Historia
Pierwotnie kaplica drewniana zbudowana w 1657 na wzgórzu (423 m n.p.m.). Poświęcona w 1666 przez biskupa wrocławskiego, którą zniszczył pożar  w 1779. Na zlecenie rodziny Schaffgotschów, właścicieli zamku Gryf w 1780 postawiono kaplicę murowaną. W okolicy kaplicy powstały sceny filmu Kazimierza Kutza pt. „Krzyż walecznych”.

## Szlaki turystyczne
Drogą u podnóża przez Proszówkę prowadzi
- szlak zielony Gryfów Śląski - Zamek Gryf[2]